# The Pianist
The Pianist is een film uit 2002 van regisseur Roman Polański, gebaseerd op de memoires The Pianist: The Extraordinary True Story of One Man’s Survival in Warsaw, 1939-1945 van pianist Władysław Szpilman. De Joodse pianist Szpilman heeft ten tijde van de Tweede Wereldoorlog het getto van Warschau overleefd. De Poolse regisseur Polański is als kleine jongen zelf getuige geweest van de bezetting van Polen door de nazi's, de Holocaust en de bombardementen op Warschau.

## Verhaal
In september 1939 speelt Władysław Szpilman, een Pools-joodse pianist, live op de radio in Warschau wanneer het station wordt gebombardeerd tijdens de nazi-Duitse invasie van Polen. In de hoop op een snelle overwinning, verheugt Szpilman zich met zijn familie thuis als hij hoort dat Groot-Brittannië en Frankrijk de oorlog hebben verklaard aan Duitsland, maar de beloofde hulp komt niet. De gevechten duren iets meer dan een maand, waarbij zowel de Duitse als de Sovjetlegers Polen op verschillende fronten tegelijkertijd binnenvallen. Warschau wordt onderdeel van het door de nazi's gecontroleerde generaal-gouvernement. Joden mogen al snel niet meer werken of een bedrijf bezitten en moeten ook blauwe Davidster-armbanden dragen.
In november 1940 worden Szpilman en zijn familie uit hun huis gedwongen en verhuizen ze naar het geïsoleerde en overvolle getto van Warschau, waar de omstandigheden alleen maar erger worden. Mensen verhongeren, de SS-bewakers zijn brutaal, uitgehongerde kinderen worden in de steek gelaten en overal liggen dode lichamen. Op een keer zijn de Szpilmans er getuige van dat de SS een hele familie vermoordt in een appartement aan de overkant van de straat tijdens een razzia, waaronder het dumpen van een man in een rolstoel uit een raam.
Op 16 augustus 1942 worden Szpilman en zijn gezin in het kader van Aktion Reinhard naar het vernietigingskamp Treblinka vervoerd. Maar Itzhak Heller, een vriend die dienst uitmaakt van de Joodse gettopolitie herkent Władysław op de Umschlagplatz en scheidt hem van zijn familie. Hij wordt een dwangarbeider en hoort van een komende Joodse opstand. Hij helpt het Verzet door wapens het getto binnen te smokkelen, waarbij hij een keer ternauwernood een bewaker ontwijkt. Szpilman weet uiteindelijk te ontsnappen en duikt onder met hulp van een niet-joodse vriend, Andrzej Bogucki, en zijn vrouw, Janina.
In april 1943 kijkt Szpilman vanuit zijn raam toe hoe de opstand in het getto van Warschau, die hij hielp vormgeven, zich ontvouwt en uiteindelijk mislukt. Nadat een buurvrouw Szpilman ontdekt in de flat, moet hij vluchten naar een tweede schuilplaats. In de nieuwe kamer staat een piano, maar hij is genoodzaakt zich stil te houden terwijl hij last krijgt van geelzucht.
In augustus 1944, tijdens de Opstand van Warschau, valt het Thuisleger een Duits gebouw aan de overkant van de straat van Szpilmans schuilplaats aan. Tankgranaten treffen het appartement en dwongen hem te vluchten. In de loop van de volgende maanden wordt Warschau vernietigd. Szpilman wordt alleen gelaten om wanhopig op zoek te gaan naar onderdak en voorraden tussen de ruïnes. Hij maakt uiteindelijk zijn weg naar een huis waar hij een blik augurken vindt. Terwijl hij het probeert te openen, wordt hij opgemerkt door Wehrmacht-officier Wilm Hosenfeld, die ontdekt dat Szpilman een pianist is. Hij vraagt Szpilman om in huis op een vleugel te spelen. De afgeleefde Szpilman weet Chopin's Ballade in g mineur te spelen. Hosenfeld laat Szpilman zich verstoppen op de zolder van het leegstaande huis. Terwijl hij daar is, wordt hij regelmatig van voedsel voorzien door de Duitse officier.
In januari 1945 trekken de Duitsers zich terug door de dreiging van het Rode Leger. Hosenfeld ontmoet Szpilman voor de laatste keer en belooft dat hij na de oorlog naar hem zal luisteren op de Poolse radio. Hij geeft Szpilman zijn overjas om warm te blijven en vertrekt. In het voorjaar van 1945 passeren voormalige gevangenen van een nazi-concentratiekamp een Sovjet-krijgsgevangenenkamp dat Duitse soldaten vasthoudt en verbaal uitscheldt. Hosenfeld, een van de gevangenen, hoort een vrijgelaten gevangene klagen over zijn vroegere carrière als violist. Hij vraagt hem of hij Szpilman kent, wat hij bevestigt, en Hosenfeld zegt dat hij Szpilman heeft geholpen en smeekt hem om Szpilman te vertellen dat hij in het kamp zit. Later bereiken de violist en Szpilman het kamp, maar het is reeds verlaten.
Na de oorlog werkt Szpilman terug bij de Poolse radio, waar hij Chopins Grand Polonaise Brillante ten gehore brengt voor een groot prestigieus publiek. Een tekstuele epiloog stelt dat Szpilman stierf op 6 juli 2000, op 88-jarige leeftijd, en het enige dat over Hosenfeld bekend is, is dat hij stierf in 1952 terwijl hij nog in Sovjet-gevangenschap zat.

## Productie
Omdat in Warschau weinig terug te vinden is van het oorspronkelijke getto, werden het getto en de omliggende stad opnieuw opgebouwd in de Babelsberg Studio in Duitsland. Voor de verwoeste stad werden oude Sovjet-legerkazernes gebruikt, die op het punt stonden te worden vernietigd. Hier begonnen de opnames op 19 februari 2001. De opnames werden gemaakt door cameraman Paweł Edelman, in diep donkerbruine tinten. Vervolgens verhuisde het team naar een villa nabij Potsdam, waar de scènes werden opgenomen met Szpilman en Hosenfeld, en op 2 maart filmden ze in een oud legerziekenhuis in het Duitse dorpje Belitz. Op 15 maart werden de scènes van de Joodse opstand in het getto gefilmd op de set in de Babelsberg Studio. In deze scène werd veelvuldig gebruikgemaakt van explosieven en stuntmensen.
Op 26 maart waren de opnames in de studio klaar en drie dagen later vertrok de filmploeg naar Praga, een stadsdeel van Warschau dat relatief ongeschonden door de oorlog kwam. Praga werd onder leiding van Allan Starski (die een Oscar had gewonnen voor zijn setontwerpen voor Schindler's List) en met behulp van aanplakbiljetten omgetoverd tot het Warschau van de jaren veertig. De militaire academie van Warschau werd later veranderd in de Umschlagplatz, waar de Joden wachtten op deportatie naar de vernietigingskampen. De postproductie vond plaats in Parijs, Frankrijk. De film ging in première op het filmfestival van Cannes op 24 mei 2002. In september 2002 draaide de film voor het eerst in de bioscopen, te beginnen in Polen.

## Rolverdeling
- Adrien Brody: Władysław Szpilman
- Thomas Kretschmann: Wilm Hosenfeld
- Frank Finlay: Samuel Szpilman
- Maureen Lipman: Edwarda Szpilman
- Emilia Fox: Dorota
- Ed Stoppard: Henryk Szpilman
- Julia Rayner: Regina Szpilman
- Jessica Kate Meyer: Halina Szpilman
- Ronan Vibert: Andrzej Bogucki
- Ruth Platt: Janina Bogucki
- Andrew Tiernan: Antek Szalas
- Michał Żebrowski: Jurek
- Roy Smiles: Itzhak Heller
- Richard Ridings: Mr. Lipa
- Daniel Caltagirone: Michał Dzikikiewicz

## Filmmuziek
De pianostukken werden gespeeld door de Poolse pianist Janusz Olejniczak (1952-2024).
- 1. Frédéric Chopin - Nocturne in C-sharp Minor (1830)
- 2. Frédéric Chopin - Nocturne in E Minor, Op. 72, No. 1
- 3. Frédéric Chopin - Nocturne in C Minor, Op. 48, No. 1
- 4. Frédéric Chopin - Ballade No. 2 in F Major, Op. 38
- 5. Frédéric Chopin - Ballade No. 1 in G Minor, Op. 23
- 6. Frédéric Chopin - Waltz No. 3 in A Minor, Op. 34, No. 2
- 7. Frédéric Chopin - Prelude in E Minor, Op. 28, No. 4
- 8. Frédéric Chopin - Andante spianato in G Major
- 9. Frédéric Chopin - Grande Polonaise brillante in E-flat major
- 10. Wojciech Kilar - Moving To The Ghetto (Oct. 31, 1940)
- 11. Frédéric Chopin - Mazurka in A Minor, Op. 17, No. 4

## Prijzen
The Pianist werd goed ontvangen door de critici en met prijzen overladen. Op het filmfestival van Cannes, waar hij in première ging, kreeg de film de Gouden Palm uitgereikt. In 2003 won de film meerdere prijzen, waaronder zeven Césars, acht Poolse filmprijzen, de Goya voor Beste Europese Film en twee BAFTA's (voor Beste Film en Beste Regisseur). Ook werd de film genomineerd voor zeven Oscars, waaronder die voor Beste Film. The Pianist won uiteindelijk de Academy Award voor Beste Regisseur (voor Roman Polański), Beste Acteur (voor Adrien Brody) en Best Bewerkte Script (voor Ronald Harwood). Polański kon echter niet bij de uitreiking aanwezig zijn: in 1978 ontvluchtte hij de Verenigde Staten na schuldig te zijn bevonden aan onwettige seks met een minderjarige, en bij terugkeer liep hij het risico van arrestatie door de Amerikaanse autoriteiten. Harrison Ford, die de prijs zou uitreiken, nam de prijs voor hem in ontvangst.